# Leigh (Gloucestershire)
Pour les articles homonymes, voir Leigh.
Leigh est une paroisse civile et un village du Gloucestershire, en Angleterre.